# Super Collider
Super Collider é o décimo quarto álbum de estúdio da banda de Thrash Metal americana Megadeth. Foi lançado no dia 4 junho de 2013. Super Collider é o primeiro álbum do Megadeth a ser lançado pelo próprio selo de Mustaine, Tradecraft, após separação da banda com a Roadrunner Records. Foi o primeiro álbum do Megadeth desde Cryptic Writings, lançado em 1997, que não caracteriza uma mudança na formação do álbum anterior.
O disco estreou na sexta posição da Billboard 200, a melhor posição alcançada nos Estados Unidos desde  Youthanasia em 1994. Apesar disso, Super Collider recebeu críticas fortemente negativas, ganhando nota 41/100 no site  Metacritic em agosto de 2014.

## Composição e gravação
Em 17 de julho de 2012, um tweet da conta de Twitter da fan page da banda Megadeth Vic Rattlehead, informou que o vocalista Dave Mustaine tinha começado a escrever letras para um álbum sucessor de Thirteen.  Além disso, em uma entrevista à NME , Mustaine revelou o existência de material novo, comentando: "Uma parte é um pouco mais escura, e alguns são um pouco mais rápidos"
Mais tarde, em julho, em uma entrevista com o ativista e apresentador de rádio Alex Jones , Mustaine anunciou que a banda estava se preparando para começar a trabalhar em um novo álbum de estúdio. Ele desejou boa sorte no lançamento para a primavera de 2013. Mustaine também esclareceu que a banda estava à procura de uma nova gravadora para lançar o álbum. No entanto, Mustaine não identificou qual rótulo pode ser escolhido. A banda tinha um contrato com a Roadrunner Records, mas era apenas para três álbuns, expirando após o lançamento do álbum de estúdio da banda anterior a este, Thirteen.
Durante janeiro de 2013, vários pequenos vídeos foram enviados para o canal oficial da banda no YouTube mostrando os membros da banda no estúdio tocando e gravando.
Em 24 de janeiro de 2013, o Megadeth postou em seu Facebook uma foto dos integrantes no ensaio com a legenda: "Dave e Shawn gravaram 10 músicas para o nosso novo álbum, até agora, e estamos fazendo a última faixa esta noite".
Em entrevista ao Shockwaves, Dave Mustaine reconheceu que a mudança de gravadora trouxe certa pressão ao novo álbum do Megadeth, Super Collider. "Sem ofensa à Roadrunner, nossa antiga companhia, mas nos sentimos mais respeitados pela Universal. Eles quiseram ouvir as músicas antes do disco ficar pronto, o que nos causou alguma ansiedade"
Informações recentes dizem que o álbum, terminou de ser gravado, com 12 faixas, só o que falta é a mixagem do álbum 
O vocalista David Draiman contribuiu em duas faixas no álbum. As músicas são "Forget To Remember" e "Dance In The Rain". Mas o músico não registrou vozes, apenas contribuiu nas composições. A informação foi confirmada por Dave Mustaine nas redes sociais.

### Capa do álbum
A capa do álbum foi feita a partir de uma fotografia existente do tambor interno do Solenoide de Múon Compacto do Silicon Tracker, um experimento de física de partículas construído sobre o Grande Colisor de Hádrons do CERN. Um fraco reflexo do Vic Rattlehead pode ser visto no centro do acelerador.

## Lançamento e promoção
O álbum foi lançado em Junho de 2013.
Além disso, Mustaine anunciou que a banda iria fazer shows no Reino Unido com Iron Maiden.

## Músicas
Em 26 de dezembro de 2012, foi revelado que uma das novas músicas do álbum terá o nome "Forget to Remember"
Mustaine elaborou sobre o assunto de várias canções, observando que "Forget to Remember" foi intencionalmente escrito de uma forma ambígua, de modo que pode ser sobre uma ou outra pessoa tentando esquecer um relacionamento ou de alguém que sofre de Mal de Alzheimer e não consegue se lembrar. Ele também comparou o conceito por trás da canção para o filme The Notebook. Mustaine também observou que, embora a faixa título tirou alguma inspiração dos aceleradores de partículas e da busca pela "partícula de Deus", o sentido lírico foi um pouco menos científico. "The Blackest Crow" foi descrito como tendo uma influência do sul, e contará com uma guitarra slide. "Kingmaker" foi descrito como sendo sobre abuso e dependência de analgésico

### Faixas
Todas as faixas escritas e compostas por Dave Mustaine, exceto onde anotado.
| N.º            | Título                             | Letras                  | Música                                  | Duração |  |
| 1.             | "Kingmaker"                        |                         | David Ellefson, Dave Mustaine           | 4:17    |  |
| 2.             | "Super Collider"                   |                         |                                         | 4:12    |  |
| 3.             | "Burn!"                            |                         |                                         | 4:11    |  |
| 4.             | "Built for War"                    |                         | Chris Broderick, Shawn Drover, Mustaine | 3:57    |  |
| 5.             | "Off the Edge"                     |                         |                                         | 4:11    |  |
| 6.             | "Dance in the Rain"                |                         |                                         | 4:36    |  |
| 7.             | "Beginning of Sorrow"              | Ellefson, Mustaine      | Broderick, Ellefson, Mustaine           | 3:51    |  |
| 8.             | "The Blackest Crow"                |                         |                                         | 4:28    |  |
| 9.             | "Forget to Remember"               |                         |                                         | 4:28    |  |
| 10.            | "Don't Turn Your Back..."          |                         |                                         | 3:47    |  |
| 11.            | "Cold Sweat" (cover de Thin Lizzy) | John Sykes, Phil Lynott | Lynott, Sykes                           | 3:10    |  |
| Duração total: | Duração total:                     | Duração total:          | Duração total:                          | 45:21   |  |

| Faixas Bônus | |         |  |
| N.º          | Título | Duração |  |
| 12.          | "All I Want" (aparece em todas as edições com faixas bônus)                                                                                     | 2:53    |  |
| 13.          | "A House Divided" (aparece em todas as edições com faixas bônus)                                                                                | 4:04    |  |
| 14.          | "Countdown to Extinction" (Ao Vivo em Pomona, CA, apenas em edições japonesas e nos cds autografados para fãs inscritos no Megadeth Cyber Army) | 4:22    |  |

## Formação
| Megadeth - Dave Mustaine – vocal principal, guitarra principal, rítmica e acústica - Chris Broderick – guitarra principal, rítmica, acústica e backing vocal - David Ellefson – baixo, backing vocal - Shawn Drover – bateria, percussão | Músicos Adicionais - Bob Findley - David Draiman Produção - Produzido - Johnny K - Engenheiro de áudio - Cameron Webb |

## Desempenho nas paradas
| Críticas profissionais        | Críticas profissionais |
| Pontuações agregadas          | Pontuações agregadas   |
| Fonte                         | Avaliação              |
| ----------------------------- | ---------------------- |
| Metacritic                    | 41/100                 |
| Avaliações da crítica         |                        |
| Fonte                         | Avaliação              |
| Allmusic                      | [ 18 ]                 |
| Blabbermouth.net              | 7.5/10                 |
| Brave Words & Bloody Knuckles | [ 20 ]                 |
| Classic Rock                  | [ 21 ]                 |
| Exclaim!                      | [ 22 ]                 |
| The Lantern                   | D−                     |
| Loudwire                      | [ 24 ]                 |
| Metal Storm                   | 5.5/10                 |
| PopMatters                    | [ 26 ]                 |
| Spin                          | [ 27 ]                 |
| Metal Injection               | 2 de 5 estrelas.       |
| MetalSucks                    | 1 de 5 estrelas.       |

| Paradas musicais (2013)         | Melhor posição |
| ------------------------------- | -------------- |
| Australian Albums Chart         | 28             |
| Austrian Albums Chart           | 26             |
| Belgian Albums Chart (Flanders) | 65             |
| Belgian Albums Chart (Wallonia) | 58             |
| Canadian Albums Chart           | 4              |
| Danish Albums Chart             | 22             |
| Dutch Albums Chart              | 36             |
| Finnish Albums Chart            | 4              |
| French Albums Chart             | 43             |
| German Albums Chart             | 24             |
| Greek Albums Chart              | 9              |
| New Zealand Albums Chart        | 28             |
| Norwegian Albums Chart          | 7              |
| Spanish Albums Chart            | 35             |
| Swedish Albums Chart            | 15             |
| Swiss Albums Chart              | 21             |
| UK Albums Chart                 | 22             |
| US Billboard 200                | 6              |
| US Hard Rock Albums             | 3              |
| US Top Current Albums           | 6              |
| US Top Rock Albums              | 3              |